# AnnMaria De Mars
AnnMaria De Mars (nacida como AnnMaria Burns, 15 de agosto de 1958) es una deportista estadounidense que compitió en judo. Ganó una medalla de oro en el Campeonato Mundial de Judo de 1984 y una medalla de oro en los Juegos Panamericanos de 1983.

## Palmarés internacional
| Campeonato Mundial   | Campeonato Mundial  | Campeonato Mundial | Campeonato Mundial |
| Año                  | Lugar               | Medalla            | Categoría          |
| -------------------- | ------------------- | ------------------ | ------------------ |
| 1984                 | Viena (Austria)     | Medalla de oro     | –56 kg             |
| Juegos Panamericanos |                     |                    |                    |
| Año                  | Lugar               | Medalla            | Categoría          |
| 1983                 | Caracas (Venezuela) | Medalla de oro     | –56 kg             |